# いて座デルタ星

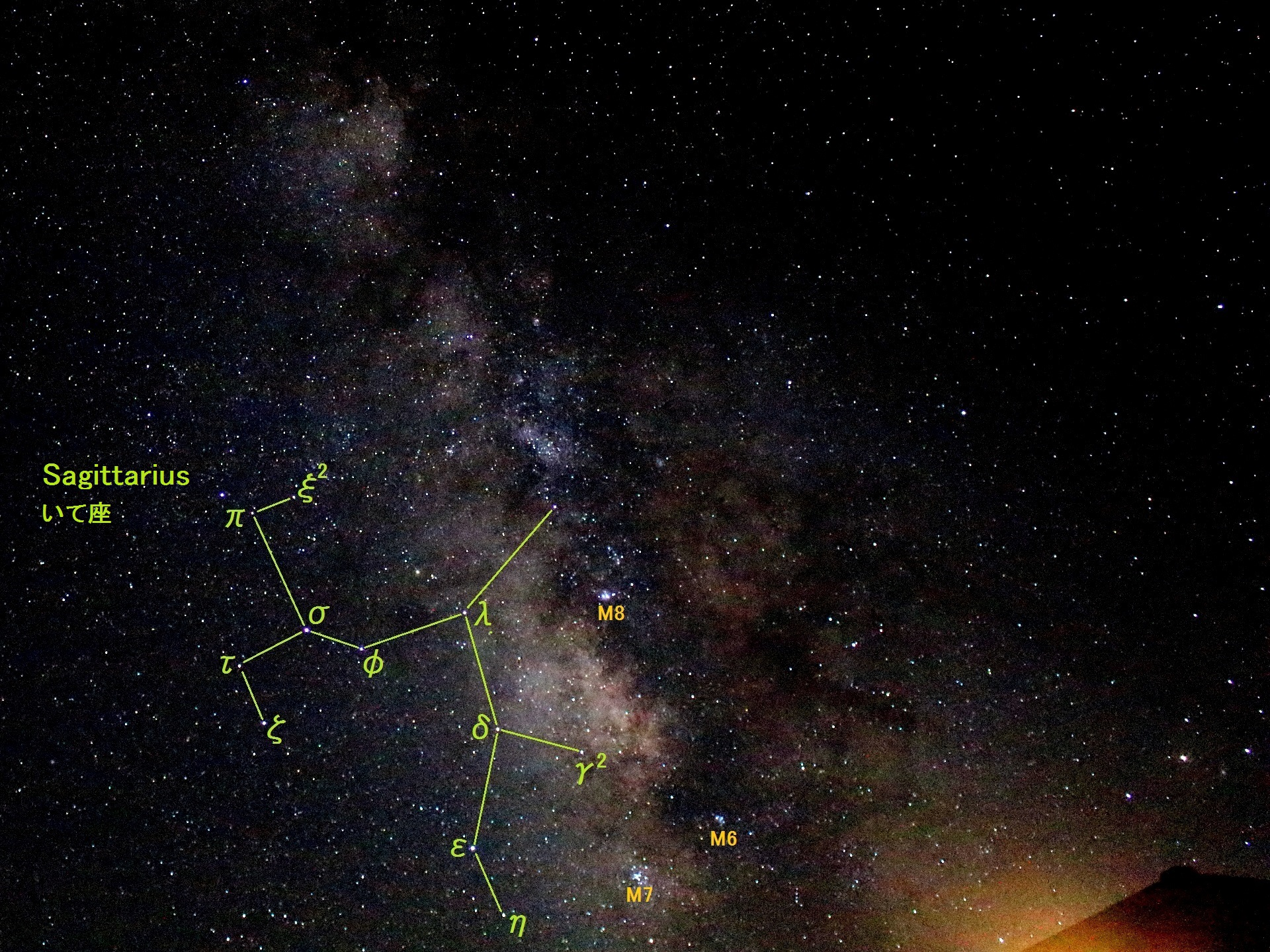
天の川といて座

いて座δ星（いてざデルタせい、δ Sgr）は、いて座の恒星で3等星。

## 概要
星間物質がどの程度あるかわかっていないため不確かではあるが、観測されているよりも光度は30%、半径は15%ほど大きいものと考えられている。いて座δ星は多重星系であり、ADS 11264、CCDM 18210-2950、See 350 といった二重星番号もある。4重星であり、主星はK型の3等星、他の3つの伴星はいずれも10等以下の暗い星である。
|       | 伴星の明るさ | 角距離 | 位置角 | 観測年 |
| ----- | ------------ | ------ | ------ | ------ |
| A - B | 14.5等       | 25.8″  | 276°   | 1896年 |
| A - C | 15.0等       | 40.1″  | 165°   | 1896年 |
| A - D | 13.0等       | 58.1″  | 221°   | 1896年 |

これら3つの伴星が主星と物理的な相互作用を及ぼしあっているのか、偶然同じ方向に見えるだけなのかは分かっていない。

## 名称
固有名のカウス・メディア (Kaus Media) は、アラビア語で「弓」という意味の al-qaus と、ラテン語で「中央」を表す media を組み合わせた言葉である。いて座のδ星、ε星、λ星の3つの恒星には射手の弓を意味する Kaus が付けられている。al-qaus は元々いて座ξ2星、ο星、π星、d星、ρ星によるアステリズムに付けられていた名前であった。2016年7月20日に国際天文学連合の恒星の命名に関するワーキンググループ (Working Group on Star Names, WGSN) は、Kaus Media をいて座δ星の固有名として承認した。
この星はカウス・メリディオナリス （Kaus Meridionalis、「カウスの南（の星）」の意）やカウス・メディウス (Kaus Medius) などとも呼ばれていた。
インド天文学において、この星はいて座ε星とともに、ナクシャトラの第20宿 Purva Ashadha を構成しており、その距星であった。中国では、二十八宿の第7宿（東方青龍でも第7宿）箕宿の2番目の星（箕宿二）とされた。